# Liste des épisodes d'Hercule Poirot
Pour un article plus général, voir Hercule Poirot (série télévisée).
Cet article présente la liste des épisodes de la série télévisée britannique Hercule Poirot.

## Première saison (1989)
1. La Cuisine mystérieuse de Clapham (The Adventure of the Clapham Cook)
2. Meurtre par procuration (Murder in the Mews)
3. L'Aventure de Johnnie Waverly (The Adventure of Johnnie Waverly)
4. Le mort avait les dents blanches (Four and Twenty Blackbirds)
5. L'Appartement du troisième (The Third Floor Flat)
6. Énigme à Rhodes (Triangle at Rhodes)
7. Mystère en mer (Problem at Sea)
8. Vol au château (Incredible Theft)
9. Le Roi de trèfle (The King of Clubs)
10. Le Songe (The Dream)

## Deuxième saison (1990)
1. La Maison du péril (Peril at End House). En 2 parties.
2. La Femme voilée (The Veiled Lady)
3. La Mine perdue (The Lost Mine)
4. Le Mystère des Cornouailles (The Cornish Mystery)
5. La Disparition de M. Davenheim (The Disappearance of Mr Davenheim)
6. Double Manœuvre (Double Sin)
7. L'Aventure de l'appartement bon marché (The Adventure of the Cheap Flat)
8. L'Enlèvement du Premier ministre (The Kidnapped Prime Minister)
9. L'Aventure de l'Étoile de l'Ouest (The Adventure of the Western Star)

## Troisième saison (1991)
1. La Mystérieuse Affaire de Styles (The Mysterious Affair at Styles)
2. Comment poussent vos fleurs ? (How Does Your Garden Grow?)
3. Un million de dollars de bons volatilisés (The Million Dollar Bond Robbery)
4. L'Express de Plymouth (The Plymouth Express)
5. Le Guêpier (Wasp's Nest)
6. Tragédie à Marsdon Manor (The Tragedy at Marsdon Manor)
7. Un indice de trop (The Double Clue)
8. Le Mystère du bahut espagnol (The Mystery of the Spanish Chest)
9. Christmas Pudding (The Theft of the Royal Ruby)
10. Le Bal de la victoire (The Affair at the Victory Ball)
11. Le Mystère de Hunter's Lodge (The Mystery of Hunter's Lodge)

## Quatrième saison (1992)
1. A.B.C. contre Poirot (The ABC Murders)
2. La Mort dans les nuages (Death in the Clouds)
3. Un, deux, trois... (One, Two, Buckle My Shoe)

## Cinquième saison (1993)
1. La Malédiction du tombeau égyptien (The Adventure of the Egyptian Tomb)
2. L'Affaire de l'invention volée (The Underdog)
3. L'Iris jaune (The Yellow Iris)
4. L'Affaire du testament disparu (The Case of the Missing Will)
5. Un dîner peu ordinaire (The Adventure of the Italian Nobleman)
6. La Boîte de chocolats (The Chocolate Box)
7. Le Miroir du mort (Dead Man's Mirror)
8. Vol de bijoux à l'Hôtel Métropole (The Jewel Robbery at the Grand Metropolitan)

## Sixième saison (1995-1996)
1. Le Noël d'Hercule Poirot (Hercule Poirot's Christmas)
2. Pension Vanilos (Hickory Dickory Dock)
3. Le Crime du golf (Murder on the Links)
4. Témoin muet (Dumb Witness)

## Septième saison (2000)
1. Le Meurtre de Roger Ackroyd (The Murder of Roger Ackroyd)
2. Le Couteau sur la nuque (Lord Edgware Dies)

## Huitième saison (2001-2002)
1. Les Vacances d'Hercule Poirot (Evil under the Sun)
2. Meurtre en Mésopotamie (Murder in Mesopotamia)

## Neuvième saison (2003-2004)
1. Cinq Petits Cochons (Five Little Pigs)
2. Je ne suis pas coupable (Sad Cypress)
3. Mort sur le Nil (Death on the Nile)
4. Le Vallon (The Hollow)

## Dixième saison (2005-2006)
1. Le Train bleu (The Mystery of the Blue Train)
2. Cartes sur table (Cards on the Table)
3. Les Indiscrétions d'Hercule Poirot (After the Funeral)
4. Le Flux et le Reflux (Taken at the Flood)

## Onzième saison (2008-2009)
1. Mme McGinty est morte (Mrs McGinty's Dead)
2. Le Chat et les Pigeons (Cat Among the Pigeons)
3. La Troisième Fille (Third Girl)
4. Rendez-vous avec la mort (Appointment with Death)

## Douzième saison (2010-2011)
1. Les Pendules (The Clocks)
2. Drame en trois actes (Three Act Tragedy)
3. Le Crime d'Halloween (Hallowe'en Party)
4. Le Crime de l'Orient-Express (Murder on the Orient Express)

## Treizième saison (2012-2013)
Les épisodes ont été annoncés en novembre 2011 par ITV. David Suchet, interviewé par Andrew Marr le 10 juin 2012 sur BBC News, a annoncé qu'il débutait le tournage des derniers épisodes de Poirot en octobre 2012, et ce jusqu'en juillet 2013. Leur diffusion sur ITV a débuté dès le 9 juin 2013 avec l'épisode Une mémoire d'éléphant et s'est terminée le 13 novembre 2013 avec l'épisode final Hercule Poirot quitte la scène.
1. Une mémoire d'éléphant (Elephants can remember)
2. Les Quatre (The Big Four)
3. Poirot joue le jeu (Dead Man's Folly)
4. Les Travaux d'Hercule (The Labors Of Hercule)
5. Hercule Poirot quitte la scène (Curtain : Hercule Poirot's Last Case)